# Mauricio de Sousa
Mauricio Araújo de Souza (Santa Isabel, estat de São Paulo, 27 d'octubre de 1935), conegut com a Mauricio de Sousa, és un dibuixant, empresari i escriptor brasiler. És un reputat dibuixant de còmic del Brasil, creador de la Turma da Mônica (coneguda en valencià com a Mónica i els seus amics). És membre de l'Acadèmia Paulista de Lletres.

## Biografia

### Infantesa i joventut
Mauricio va néixer l'any 1935 a Santa Isabel, un municipi a la franja est de l'estat de São Paulo. És fill d'Antônio Mauricio de Souza i Petronilha Araújo de Souza. Va viure en un ambient envoltat de música, llibres i pintura, ja que el seu pare, a més de barber, era compositor, pintor i poeta, afició aquesta última compartida amb la seva mare. A casa seva sovintejaven els saraus, reunions d'artistes i concerts improvisats.
La seva mare desitjava que el fill fos cantant des d'infant, però la timidesa de Mauricio no va permetre-li avançar en aquest camp, encara que Petronilha fos ferma i exigent amb l'educació musical del nen. La família De Souza va mudar-se a Mogi das Cruzes, una ciutat propera i més gran, on va començar a dissenyar cartells i il·lustracions per a ràdios i diaris. Quan va explicar al seu pare que volia dedicar-se a dibuixar, aquest va respondre: «Mauricio, dibuixa de matí i administra el negoci a la tarda, si no no ho aconseguiràs».

### Carrera professional
Com De Sousa volia viure professionalment del dibuix, el 1954 va començar a buscar una ocupació de dibuixant a São Paulo, però només va aconseguir una plaça de reporter policial al diari Folha. Va passar cinc anys escrivint aquest tipus de reportatges, que il·lustrava amb dibuixos ben acceptats pels lectors. Mauricio de Sousa va començar a dibuixar còmics el 18 de juliol de 1959, quan una història del gosset Bidu, el seu primer personatge, va ser aprovada pel diari. Un any després, les tires còmiques d'en Bidu i el seu amo, Franjinha, servirien de plataforma per conèixer un dels personatges més estimats de la Turma da Mônica, en Cebolinha.
Acusat de ser comunista, Mauricio va ser acomiadat pel cap de redacció del diari i va retornar a Mogi das Cruzes; en aquesta època va passar a presentar un catàleg de les seves tires pels diaris locals. El 1962 és contractat pel diari carioca Tribuna da Impremsa, per qui va crear el personatge d'en Piteco i la seva colla. L'estrena de Piteco va tenir lloc el 25 d'abril de 1962, en la part inferior de la pàgina 9.
Va ser en aquella època quan el dibuixant va crear la seva empresa, que té al Bidu com emblema. Va batejar-la amb el nom de Bidulândia Serviços de Imprensa, però actualment s'anomena Mauricio de Sousa Produções i és on s'editen les tires i es desenvolupen els nous personatges, així com es gestionen els drets de redifusió i les llicències dels productes de marxandatge associats a les seves creacions.
En entrevistes concedides a les revistes Lostinho-Perdidinhos nos Quadrinhos i en el primer número de la Saiba Mais, no obstant, De Sousa va revelar que la seva primera creació va ser un superheroi anomenat Capità Picolé.
El 1963, Mauricio va crear, junt amb la periodista Lenita Miranda de Figueiredo, la Folhinha de São Paulo, el suplement infantil de la Folha. El seu personatge més important, la Mônica, va sorgir aquest any. Abans d'ella, ja havia creat el Cascão.
Junt amb dibuixants com Messias de Mello, Gedeone Malagola, Ely Barbosa i Júlio Shimamoto, va integrar l'Associació de Dibuixants de São Paulo, de la qual va arribar a ser president i que tenia com bandera el proteccionisme. Dintre del sector, existia una discussió sobre el contingut de la producció artística que dividia els il·lustradors entre els que defensaven crear una narrativa i estil genuïnament brasiler o assumir la influència de la cultura estatunidenca; Mauricio no es va posicionar en cap bàndol. Amb l'arribada de la dictadura militar, De Sousa va abandonar l'associació, al·legant que estava adquirint connotacions polítiques. En aquest període, va perdre la seva feina i va veure el seu nom afegit en la llista negra de dibuixants de São Paulo i només va poder optar a fer il·lustracions en diaris de barri.

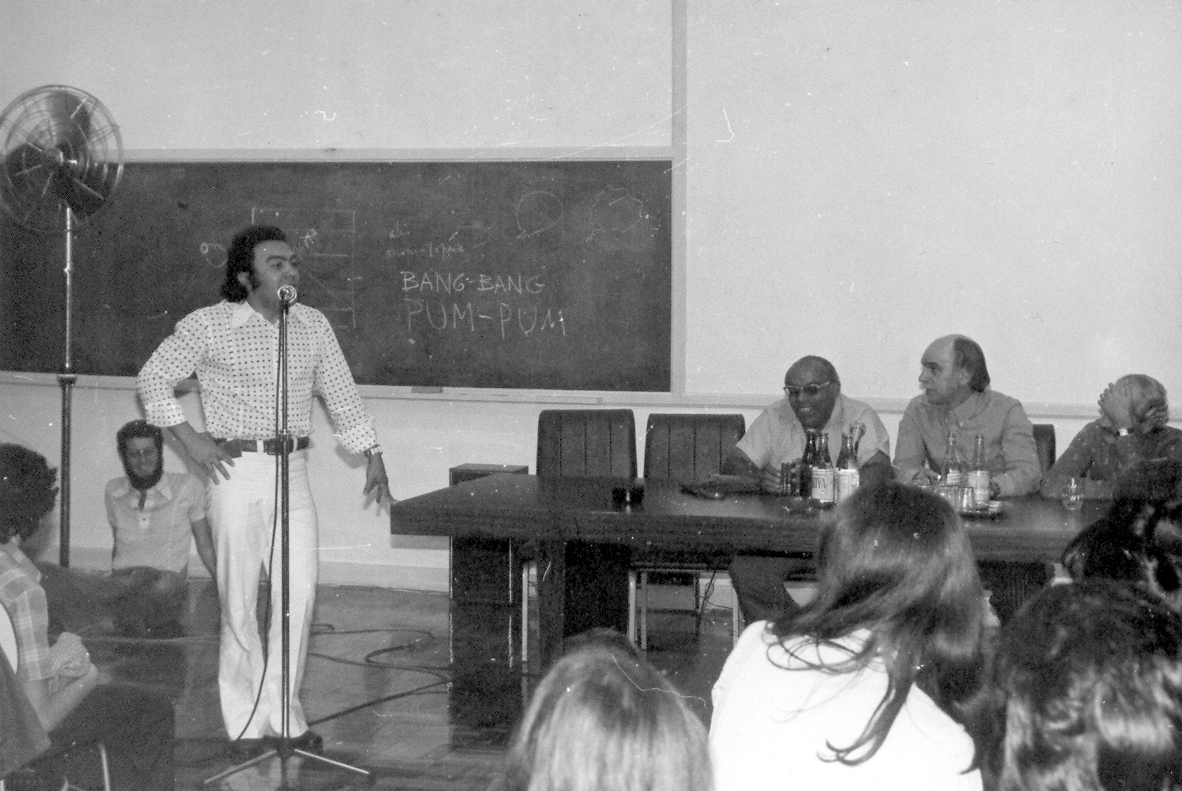
De Sousa el 1974, en una conferència durant el I Congresso de História em Quadrinhos, d'Avaré (São Paulo).

El 1970, va decidir llançar la revista de la Turma da Mônica (la colla de la Mònica). El 1987, va passar a il·lustrar el nou suplement infantil d'O Estado de São Paulo, l'Estadinho, que fins avui publica tires de la Turma da Mônica. Mauricio va muntar un gran equip d'il·lustradors i guionistes i, després d'algun temps, va passar a dissenyar solament les històries del dinosaure Horácio.
Des de 1970 — quan va néixer la revista de la Mônica, amb una tirada de 200.000 exemplars — fins 1986, les revistes de Mauricio van ser publicades per l'editora Abril. A partir de gener de 1987, les revistes van passar a ser publicades per l'editora Globo conjuntament amb l'empresa del dibuixant. Després de vint anys vinculats a Globo, tots els títols de la Turma van passar a la multinacional Panini, que ostentava també els drets de les publicacions dels superherois de la Marvel i DC Comics. L'objectiu de Mauricio va ser ampliar la seva participació en l'exterior.

### Vida personal
Mauricio es va casar, en primer lloc, amb Marilene Sousa, mare dels seus fills Mariângela, Mônica, Magali i Mauricio Spada. El matrimoni va durar 12 anys - Marilene va morir el 7 de febrer de 2011. De la relació que va tenir amb Vera Lúcia Signorelli, van néixer Wanda i Valéria Signorelli e Sousa - Vera va morir el 7 de desembre de 1971, dos dies després de patir un accident de cotxe. Del matrimoni amb Alice Keiko Takeda, van néixer Marina, Mauro i Mauricio Takeda de Sousa. Per acabar, fruit d'una relació extramatrimonial amb Marinalva Pereira dos Santos, va néixer Marcelo de Sousa.
El 20 de març de 2008, Marinalva Pereira; un fill d'ella, Vitor Hugo i el fill que tingué en comú amb De Sousa, Marcelo, van ser segrestats per una banda criminal. Es trobaven en una residència en la zona rural de São José dos Campos i van ser traslladats a São Sebastião, al litoral. Tots tres van ser alliberats per la policia el dia 6 d'abril.
El 2 de maig de 2016, va morir a 44 anys Mauricio Spada, fill del dibuixant, a causa d'un atac de cor mentre es trobava al seu domicili.

#### Personatges familiars
És conegut que molts dels personatges de Mauricio estan inspirats en familiars i amics d'infantesa. Tots els seus fills han inspirat algun personatge: Mônica, Magali, Marina, Maria Cebolinha (inspirada en la Mariângela), Nimbus (en Mauro), Do Contra (en Mauricio), Vanda, Valéria, Marcelinho i Dr. Spada (Mauricio Spada). A més d'ells, Titi i Franjinha són personatges inspirats en dos nebots de Mauricio, mentre que el dinosaure Horácio és un alter ego del mateix dibuixant.
Alguns d'ells, a més d'esdevenir personatges del pare, van començar a treballar a l'empresa familiar: Mônica és responsable de la divisió comercial d'aliments i productes llicenciats; Magali col·labora com guionista i Marina ajuda en la creació de noves històries.

### Més enllà del còmic
Els còmics de Mauricio de Sousa tenen fama internacional i han estat adaptats al cinema, televisió i videojocs, a més d'haver sigut llicenciats per a la comercialització d'una extensa gamma de productes amb la marca dels personatges. Hi ha inclús un parc temàtic de la Turma da Mônica, el Parque da Mônica, obert el 25 de gener de 1993. Inicialment, estava localitzat al Shopping Eldorado, en São Paulo. El parc va romandre en aquest local fins al febrer de 2010, quan va suspendre temporalment les seves activitats, sent reobert el 2015 en el Shopping SP Market, també de la capital paulista, ocupant una àrea major del que l'espai anterior. Va existir també un Parc de la Mônica a Curitiba, obert el 1998 i tancat el 2000 i un altre a Rio de Janeiro, tancat en l'inici de 2005. Està prevista l'obertura d'un nou parc a Gramado (Rio Grande do Sul).

### Homenatges i distincions
L'any 1999 va rebre el trofeu HQ Mix com Gran Mestre del Còmic, concedit per l'Associació d'Historietistes del Brasil.
El 2007 Mauricio de Sousa va ser homenatjat per l'escola de samba Unidos do Peruche amb l'enredo "Amb Mauricio de Sousa, la Unidos do Peruche obre ales, obre llibres, obre ments i fa somiar".
De Sousa va ser condecorat el 2010 com comanador de l'Ordre d'Ipiranga, distinció atorgada pel govern de l'Estat de São Paulo.
El govern del Brasil va incloure Mauricio de Sousa entre els condecorats del 2004 amb l'Orde del Mèrit Cultural.
El dia 13 de maig de 2011, Mauricio de Sousa va prendre possessió en l'Acadèmia Paulista de Lletres, ocupant la cadira 24, que anteriorment havia estat ocupada pel poeta Geraldo de Camargo Vidigal, convertint-se així en el primer autor de còmics en formar part d'aquesta Acadèmia.
L'any 2019 va ser anunciat que el director Pedro Vasconcelos dirigirà una pel·lícula inspirada per l'autobiografia de l'autor, Mauricio - A História Que Não Está no Gibi.
Sense haver-hi dades oficials, es considera que, entre tires i revistes, s'han editat més de mil milions d'obres de Mauricio. Se'l considera una de les persones que més ha fet pel foment de la lectura entre el jovent brasiler. A més, se'l destaca pel seu treball a favor de la inclusió, tenint personatges de minories ètniques, amb diversitat funcional, etc. A més, l'any 1997 va crear, en aquest mateix àmbit, una fundació benèfica, l'Instituto Mauricio de Sousa.

## Personatges i colles
Mauricio va crear diversos universos de personatges. Com va succeir amb la Mônica, és possible agrupar-los en les turmas (colles, grups d'amics) d'algun personatge:

### Mônica

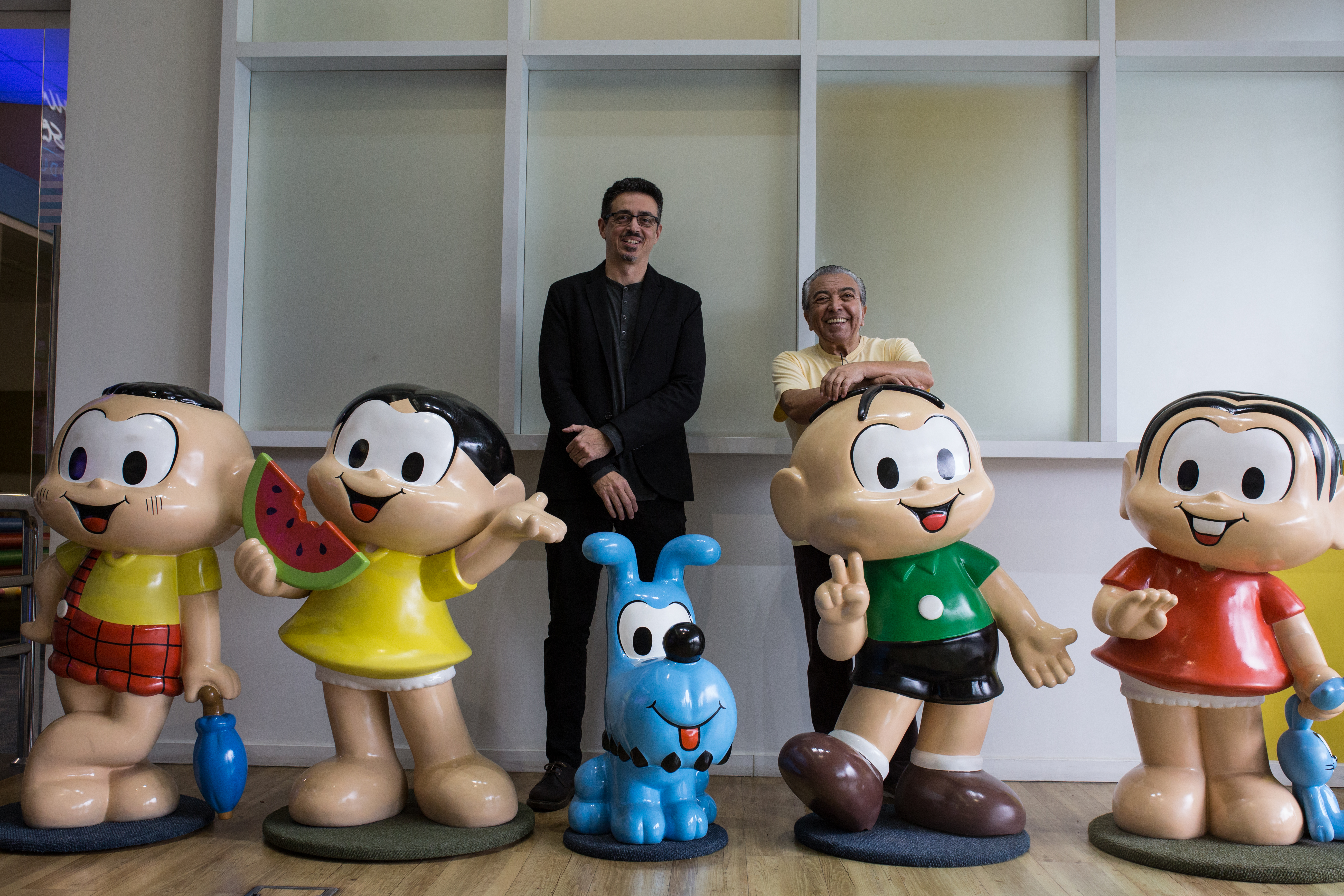
Mauricio de Sousa amb figures dels seus icònics personatges: Cascão, Magali, Bidu, Cebolinha i Mônica.

- Turma da Mônica (1959). La colla original de nens protagonitzada per Mônica i els seus amics Cebolinha, Cascão i Magali, en una ciutat de l'interior de São Paulo.[39]
- Turma da Mônica Jovem (TMJ, 2008). La colla original de nens ha crescut i ara són adolescents. Ells canvien una mica: en Cebolinha ara té cabells i no parla errat, la Mônica no corre darrere dels nens amb el seu conill de peluix, la Magali ja no és la nena golafre i en Cascão es banya regularment. Malgrat aquestes diferències, continuen ficant-se en situacions divertides.[40]
- Turma da Mônica, Geração 12 (2019). A mig camí entre el còmic original i la TMC, en aquesta edició la turma té dotze anys i els amics estudien en una escola de prestigi. Les històries segueixen l'estil d'animes.[41]

### Chico Bento
- Turma do Chico Bento (1961). Una colla de nens vivint en un ambient rural, característic de ciutats petites de l'interior de Brasil. Originalment era protagonitzada per Zé da Roça i Hiro, fins l'arribada del personatge Chico Bento.[42]
- Chico Bento Moço (CBM, 2013). Igual que es va fer amb l'edició de TMC, aquesta versió mostra en Chico Bento com un jove de 18 anys, enfrontant-se a la vida a la ciutat i l'obtenció d'una feina.[43]

### Altres clàssics
- Turma do Bidu (1960). Els personatges són animals de companyia (gossos, gats, etc.), amb ús habitual de metallenguatge (en Bidu, per exemple, conversa amb el narrador / dibuixant de la tira).[44]
- Turma do Piteco (1961). Ambientat en la prehistòria, els personatges del còmic són adults - encara que les històries siguin força infantils.[45]
- Horácio (1963). Es tracta d'un petit dinosaure orfe, amb un gran cor. Es diu que, a través d'Horácio, De Sousa expressa la seva moral i ètica.[42]
- Astronauta (1963). Un aventurer espacial solitari que utilitza una nau rodona, com els clàssics ovnis. El protagonista és un astronauta brasiler, d'una agència anomenada Brasa, una paròdia de la NASA.[46]
- Turma da mata (1963). Són un grup d'animals salvatges (tant africans com brasilers) amb característiques antropomòrfiques, que viuen al regne d'un lleó. Originalment, la tira es deia Turma do Raposão, que va ser el protagonista principal fins a l'arribada de personatges com Jotalhão i Rei Leonino.[47]
- Turma do Penadinho (1964). Són aventures còmiques amb personatges habituals d'històries de terror (un fantasma, un vampir, un home llop, una mòmia, la Mort…), ambientades en el cementiri on viuen.[48]
- Turma da Tina (1970). Els personatges són més grans que la colla de la Mônica, són adolescents en dinàmiques d'estudis, relacions amoroses, etc. Inicialment, el protagonista era Toneco, junt amb la seva família; però, amb el pas del temps, va ser la seva germana, Tina, amb els seus amics, els que es van fer protagonistes principals de les històries.[49]
- Papa-Capim (1975). És un nen aborigen (curumim) que viu en un poblat indígena, probablement a l'Amazònia.[50]

### Futbol
- Boa Bola (1964). El primer personatge futbolista creat per Mauricio, era un esportista que només parlava de futbol i posteriorment es va convertir en jugador.[51]Revista de la Turma do Pelezinho.

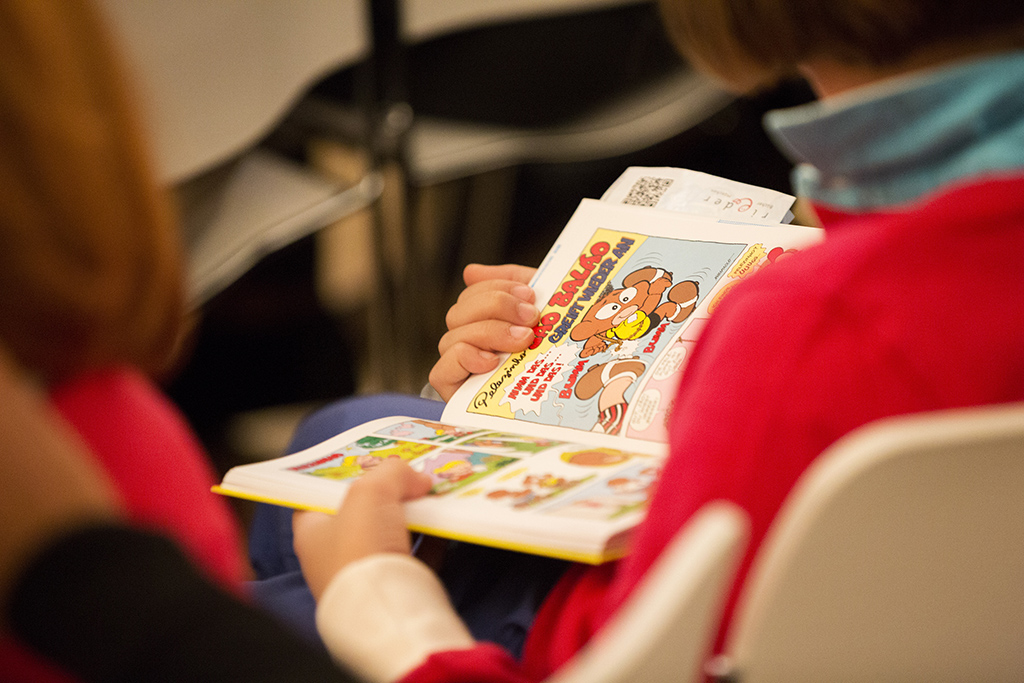
Revista de la Turma do Pelezinho.

- Pelezinho (1976). Una altra colla de nens amb històries sempre tractant el tema del futbol amb el reputat futbolista Pelé com personatge principal. La revista va circular en la dècada de 1970 i les tires sortien publicades diàriament a la Folha.[52]
- Dieguito. Inspirada en Diego Maradona, com una petició personal del futbolista argentí, a qui agradava la revista de Pelezinho. Sèries senceres de tires, destinades al públic argentí, mai van arribar a ser publicades i el projecte fou congelat a causa dels problemes personals del futbolista. L'obra es troba en els arxius de la Mauricio de Sousa Produções i amb la família del jugador. El personatge no veuria la llum fins 2005, en una animació per un programa televisiu que Maradona presentava, on Dieguito jugava amb Pelezinho.[52]
- Ronaldinho Gaúcho (2005). Inspirat en el també jugador de futbol Ronaldo de Assis Moreira. La revista va ser llançada pel dibuixant el 28 de desembre de 2005, en Porto Alegre, ciutat de naixement del futbolista. El personatge porta els colors de la bandera brasilera: groc (camisa), verda (pantalons curts), blanc (mitges) i blau (botes) i, igual que Ronaldinho fa en la vida real, empra un colgant amb la lletra R. Al còmic, també hi apareixen la seva mare, Dona Miguelina i els germans Daisy i Roberto.[53]
- Ronaldo, o Fenômeno. S'inspira en el també futbolista Ronaldo Luís Nazário de Lima. Tal com va succeir amb les tires de Dieguito, mai van ser publicades.[54]
- Neymar Jr. (2013). Inspirada en el jugador Neymar, en l'època en què despuntava al Santos F.C.. La revista segueix el mateix estil de les edicions d'en Pelezinho i Ronaldinho, amb els futbolistes apareixent amb les seves pròpies colles d'amics.[55]

### Oblidats (i recuperats)
- Niquinho (1965). Un noi de carrer pobre i de bon cor. Va tenir la seva primera i única aparició en el llibre "La Caixa de la Bondat", però des de llavors es parla d'ell en les tires de la Mônica, com un dels personatges oblidats pel dibuixant.[56]
- Nico Demo (1966). Un jove sarcàstic i malvat, l'oposat a la resta de personatges. Va ser censurat per ser políticament incorrecte i enterrat per molts anys, fins que va retornar a aparèixer en els còmics de la Mônica en la dècada de 2000.[57]
- Zé Munheca (1967). Un subjecte mesquí i garrepa que insisteix a no voler gastar els seus diners. Va ser deixat de banda pel mateix Mauricio als anys 70 en creure que el personatge no encaixava amb la resta de la seva obra. No obstant això, tal com va passar amb Nico Demo, va acabar voltant a les tires de la Turma da Mônica.[58]
- Os Dez Ajustados (1967). Va ser una tira que tractava sobre una família composta per deu membres. Va ser cancel·lada encara als anys 60.[59]
- Fogaça (1967). Un altre treball efímer de Mauricio, protagonitzat per un noi sarcàstic. Tenia un estil artístic bastant diferent dels altres treballs del dibuixant.[57]
- Os Souza (1968). Una tira dirigida al públic adult sobre el treballador Seu Souza i el seu germà desocupat Mano. Els personatges estaven basats en el mateix Mauricio i el seu difunt germà Márcio Araújo de Sousa.[60]